# Michael John O'Brien
Michael John O'Brien, kanadski graditelj železnice, industrialec, filantrop in politik, * 19. september 1851, Lochaber, Nova Škotska, Kanada, † 26. oktober 1940, Renfrew, Ontario, Kanada.
Leta 1918 je bil imenovan v Senat Kanade. Bil je med ustanovitelji mesta Renfrew. 
Rodil se je v kraju Lochaber, Nova Škotska. Začel je na železnicah kot železniški delavec v obdobju velike širitve železnic v Kanadi in na koncu postal železniški graditelj. V Renfrew, Ontario, je prispel leta 1879, ko so on in še dva partnerja dobili pogodbo za izgradnjo železnice Kingston and Pembroke Railway. Leta 1891 je po katastrofalni pogodbi za družbo Canada Atlantic Railway. Na novo se je postavil na noge v gradbenih pogodbenih delih in odprl O'Brienov rudnik srebra v kraju Cobalt leta 1903. Od 1902 do 1905 je bil komisar železniškega podjetja Temiskaming and Northern Ontario Railway. Njegov vpliv v kraju Renfrew in okoliškem območju je bil vseprisoten, med drugim je imel v lasti mlekarno, tovarno volne, žago in mline. O'Brienova človekoljubna dejanja so bila zelo številčna in raznolika. Mnoge zgradbe v Renfrewu danes so del njegove zapuščine. 
V hokej na ledu se je vpletel, ko je živel v Renfrewu. Tedaj je finančno podpiral več hokejskih moštev, ki jih je vodil njegov sin Ambrose O'Brien. Ta moštva so bila Cobalt, Haileybury, Montreal in Renfrew, vsa pa so igrala v otvoritveni sezoni lige NHA. Ligi je daroval pokal O'Brien Cup, ki so ga v ligi NHL podeljevali do 1950. Danes se pokal nahaja v zbirki Hokejskega hrama slavnih lige NHL. 
Od 1918 do 1925 je deloval kot senator province Ontario. Umrl je leta 1940 v Renfrewu. Njegov sin je umrl leta 1968. 